# Бройер, Бернхард
Бернхард Йозеф Бройер (нем. Bernhard Joseph Breuer; 22 декабря 1808, Кёльн — 16 октября 1877, Ахен) — немецкий виолончелист и композитор.
Учился у своего деда-музыканта, затем в Берлине у Эдуарда Морица Ганца (виолончель), Августа Вильгельма Баха (орган), Карла Цельтера и Бернхарда Клейна (композиция). Вернувшись в Кёльн, поступил в оркестр городского театра, в 1839 г. ездил в Париж изучать контрапункт под руководством Луиджи Керубини. В том же году вошёл в первый состав Кёльнского струнного квартета вместе с Францем Хартманом, Францем Вебером и Францем Деркумом. Преподавал в Рейнской школе музыки (Кёльнской консерватории) с её основания в 1845 г., но и до этого давал частные уроки — в том числе был одним из первых учителей (и первым наставником по композиции) Жака Оффенбаха, посвятившего учителю своё первое сочинение — Дивертисмент на темы швейцарских песен (нем. Divertimento über Schweizer Lieder; 1833) для струнного квинтета с солирующей виолончелью.
Автор оперы «Дева-роза» (нем. Die Rosenmädchen; 1839), ораторий «Лазарь» и «Сошествие Святого Духа» (нем. Die Sendung des Heiligen Geistes), Реквиема, трёх месс, двух симфоний, пяти увертюр для оркестра, четырёх струнных квартетов, фортепианного трио, скрипичных дуэтов, хоровых и вокальных сочинений.